# 第129師団 (日本軍)
第129師団（だいひゃくにじゅうきゅうしだん）は、大日本帝国陸軍の師団の一つ。

## 沿革
太平洋戦争末期の1945年（昭和20年）4月、独立混成第19旅団（湘桂作戦・粤漢作戦に参加した後華南に駐屯中）を二分割して基幹とし、第129師団と第130師団が編成された。
第129師団は編成後、第23軍の指揮下に入り、広州近郊に展開し連合国軍の中国南部上陸に備えていたが、連合軍の中国南部上陸は無く広州近郊の淡水で終戦を迎える。

## 師団概要

### 師団長
- 鵜沢尚信 中将：1945年（昭和20年）4月15日 - 終戦

### 参謀長
- 石原恕之允 大佐：1945年（昭和20年）4月15日 - 終戦[1]

### 最終所属部隊
- 歩兵第91旅団：谷肇少将
  - 独立歩兵第98大隊：三野春季少佐
  - 独立歩兵第278大隊：鶴見和典少佐
  - 独立歩兵第279大隊：高井芳衛少佐
  - 独立歩兵第280大隊：大神茂大尉
- 歩兵第92旅団：平野儀一少将
  - 独立歩兵第100大隊：山内又兵衛中佐
  - 独立歩兵第588大隊：中西義英少佐
  - 独立歩兵第589大隊：島村清次大尉
  - 独立歩兵第590大隊：佐藤仁一郎大尉
- 第129師団砲兵隊：土橋武男中佐
- 第129師団工兵隊：城戸口準大尉
- 第129師団輜重隊：小西一夫大尉
- 第129師団通信隊：葛秀夫大尉
- 第129師団兵器勤務隊：中川忠雄大尉
- 第129師団野戦病院：清河宗吉軍医少佐
- 第129師団病馬廠：中田竹三郎獣医大尉
- 第129師団防疫給水部：岩崎与五郎軍医少佐